# ده شاکر
ده شاکر یا دمشاطر روستایی از توابع بخش جوکار شهرستان ملایر در استان همدان ایران است.
در فرهنگ جغرافیایی ایران نوشته حسینعلی رزم‌آرا دربارهٔ این ده اینگونه آمده‌است:دم‌شاطر دهی از دهستان آورزمان شهرستان ملایر است. در ۳۰ کیلومتری شمال باختری شهر ملایر و ۱۲ کیلومتری راه شوسه ملایر به همدان واقع است. -در جلگه و با آب‌وهوای معتدل مالاریائی. -دارای ۱۱۵۳ سکنه. -دارای آب از چشمه. -محصولات ده غلات. -شغل زراعت. -صنایع دستی زنان ده قالی بافی. -دارای راه مالرو.درسال ۱۲۵۰ هجری شمسی در روستای دمشاطر جنگ و درگیری طایفه ای رخ میدهد که عده ای از از این طوایف به همراه عده ای دیگر از طایفه شان که در موداران بودند به علت درگیری با مالکین آن مطقه ناچار به هجرت به روستای آقداش از توابع خنداب اراک بخش شراء میشوند در ابتدا ساکنین قلعه آقداش با سکونت این طایفه مخالفت میکنند بعد با موافقت خان روستا انجا مستقر میشوند و زمین و آب مساوی با طوایف دیگر دریافت میکنند و اکنون طایفه عباسعلی و حسینعلی روستای آقداش اصلیت دمشاطری دارند مردم روستا دمشاطر به زبان لری سخن میگویند 

## جمعیت
این روستا در دهستان المهدی قرار دارد و براساس سرشماری مرکز آمار ایران در سال ۱۳۹۵، جمعیت آن ۴۳۴ نفر (۱۳۸خانوار) بوده‌است.